# یک پلیس خوب
یک پلیس خوب (به انگلیسی: One Good Cop) فیلمی درام جنایی محصول سال ۱۹۹۱ و به کارگردانی و نویسندگی هیوود گولد است. در این فیلم بازیگرانی همچون مایکل کیتون، رنه روسو، آنتونی لاپالیا و بنجامین برت ایفای نقش کرده‌اند. فیلم در هفته اول اکران خود با فروش ۳٬۳ میلیون دلار در رتبه دوم جدول فروش هفتگی قرار گرفت.

## داستان
هنگامی که آرتی لوئیس، کارآگاه اداره پلیس نیویورک سیتی دوست و همکار صمیمی‌اش، استیوی دی‌روما، را در جریان یک گروگان‌گیری از دست می‌دهد، او و همسرش تصمیم می‌گیرند که  سه فرزند کوچک او را به فرزندخواندگی قبول کنند. اما درآمد آرتی، پاسخگوی آن‌ها نیست و او تصمیم می‌گیرد از قاچاق‌چیان مواد مخدر پول بگیرد.

## بازیگران
- مایکل کیتون
- رنه روسو
- آنتونی لاپالیا
- بنجامین برت
- ریچل تیکوتین
- کوین کانوی
- آنتونی پلنا
- چارلین وودارد
- کوین کوریگان
- واندی کرتیس-هال